# آریانا
آریانا (Ariana، لاتین شده واژه یونانی ἡ 'Αρειανή؛ تلفظ: آریانِه / Arianē‏*) نام ناحیهٔ گسترده‌ای از آسیای میانه تا رود سند، منطبق بر استان‌های شرقی شاهنشاهی هخامنشی بوده‌است، که مناطق شرقی و مرکزی‌ترِ ایرانِ کنونی را نیز شامل می‌شده‌است. این نام در نوشته‌های مورخانی مانند استرابون دیده می‌شود.
بر مبنای توضیحِ اراتوستن از آریانا، حدود این سرزمین از رود سند در شرق است، تا خطی از کارمانیا تا دروازه‌های کاسپین (شرقِ دریای خزر) در غرب و از دریای عمان در جنوب است تا رشته‌کوه‌های توروس در شمال. استرابون ساکنان آریانا را یک ملت می‌شمارد.
برخلاف گزارش اراتوستن، استرابون جغرافی‌دان یونانی(۶۴ پ.م. - ۲۴ م) و پلینیوس نویسنده رومی (۲۳–۷۹ م) مرزهای آریانا را به گونهٔ دیگری توصیف کرده‌اند. استرابون مرز شرقی این سرزمین را رود سند و مرز جنوبی آن را اقیانوس هند از دهانه رود سند به خلیج فارس توصیف می‌کند.
بنابر گفته اراتوستن آریانا شامل استان‌های پارتیا (خراسان)، پرادا (فراه)،  آریا](هرات)، کارمانیا (کرمان)، باکتریا (بلخ)، مارگیانا (مرو)، هیرکانیا (گرگان)، درنگیانا (سیستان)، گِدروزیا (مکران)، آراخوزیا (قندهار بزرگ) و کوه‌های پاروپامیسوس (هندوکش) بوده‌است. این شامل قسمت‌های شرقی فلات ایران یعنی افغانستان و پاکستان و شمال هند، شرق و جنوب ایران، تاجیکستان، بخش‌هایی از ازبکستان، ترکمنستان و شمال غربی پاکستان است.
در شرح «نبرد کوروکشتره» که در مهابهارات آمده‌است به منطقه آریانا در شمال هندوستان اشاره شده که اکنون نیز در شمال هندوستان استانی به نام «هاریانا» یا همان «آریانا» وجود دارد. این اثر از قدیمی‌ترین اشاره‌ها به منطقه آریانا است.

## ریشه‌شناسی واژه
واژهٔ یونانی آریانه (لاتین آریانا) برگرفته از واژهٔ ایرانیِ باستانِ -آریانا (-Āryana) از اوستاییِ اَیرییانا (-Airiiana) به معنای «سرزمینِ آریاها» است. این واژه در اوستا در عنوانِ اَیری‌یانم وَئِجو (Airiianəm vaēǰō) به همین معنا دیده می‌شود. فرگرد یکم وندیداد منظور از این عنوان را، خاستگاه نخستین مُبَلّغان اوستا می‌داند.
واژهٔ آریانا، صورتِ دیگری از واژهٔ ایران است. «ایران» نیز از اَیری‌یانم وَئِجو گرفته شده‌است. می‌توان گفت آریانا، همان ایران است. این دیدگاه در سُنَنِ نویسندگان مسلمانِ سده‌های نهم و دهم میلادی دیده می‌شود.
نام‌های آریانا و آریا و بسیاری از القاب باستانی دیگر، که آریا پاره‌ای از آن‌ها است، با واژهٔ اوستایی اَیریا و واژهٔ فارسی باستانیِ آریا که خود نامی از مردمان ایران باستان و هند باستان است، مرتبط است.(به معنای «نژاده»، «عالی» و «گرامی»)
به گفته دکتر شروین وکیلی، یونانی‌ها به منطقهٔ هرات که به پارسی باستان و در کتیبه‌ها هَرَیْوَ نامیده می‌شده، به لاتین در ابتدا «آرَیْوَ» و سپس «آریوانا» و «آریانا» می‌گفتند و ارتباطی با کلمه آریایی ندارد.

## آریانا در منابع یونانی و رومی
برای نخستین بار اِراتوستِن، جغرافی‌دان اهل یونان باستان در سدهٔ سوم پ.م. واژهٔ 'ἡ 'Αρειανή' (تلفظ: ایریانه) را به‌عنوان یک محدودهٔ جغرافیایی تعریف کرد. استرابون، جغرافی‌دان دیگر یونانی در سدهٔ اول میلادی، حدود آریانا را در مجموعه جغرافیای خود (کتاب ۱۵، فصل ۲، بند ۸) تعریف کرد.
بعدها پلینیوس، فیلسوف و نویسندهٔ رومی سدهٔ اول میلادی در «دانشنامهٔ تاریخ طبیعی» (Naturalis Historia) خود، از اصطلاحات «سرزمین آریانا» (Ariana Regio) و «آریانا» (Ariana؛ در کتاب ششم، فصل‌های ۲۳ و ۲۵)، و صفت «آریانوس» (Arianus؛ به‌معنای «اهل آریانا» و «مربوط به آریانا»؛ در کتاب ششم، فصل‌های ۲۳، ۲۵ و پاراگراف ۹۳) یاد کرد و همچنین در کتاب ششم، فصل‌های ۲۳، ۲۵، و پاراگراف ۱۱۶، اهالی آریانا را «آریانی» (Ariani؛ یونانی: Αρειανοί / آرِیانُوی) خواند.
به‌خاطر دست به دست شدن سرزمین آریانا بین پارس‌ها، مقدونی‌ها و گاه هندی‌ها، نویسندگان دیگری همچون آلیانوس، نویسندهٔ رومی سدهٔ دوم میلادی، در مجموعهٔ «طبیعت جانداران» (De natura animalium) خود (در کتاب ۱۶، فصل ۱۶) اصطلاح «هندیان اهل آریانا» (Arianos Indos) را به‌کار برده‌اند.
اطلاعات گیتاشناسان قدیم از بیشتر این سرزمین محدود به مواردی که از لشکرکشی‌های اسکندر مقدونی و جنگ‌های پادشاهان یونانی یا توسط سوداگران به‌دست آمده بوده‌است.
هرودوت، تاریخ‌نگار یونانی سدهٔ پنجم پ.م. بطلمیوس، جغرافی‌دان یونانی سدهٔ دوم میلادی، آریان، تاریخ‌نگار رومیِ یونانی‌تبارِ سدهٔ دوم میلادی و استفانوس بیزانسی، جغرافی‌دان رومی سدهٔ ششم میلادی، از نام «آریانا» یاد کرده‌اند.

## حدود آریانا
طبق تعریف اراتوستن، خط مرزی آریانا رود سند در شرق، آب‌های آزاد (دریای عمان و اقیانوس هند) در جنوب، سرزمین‌های میان کارمانیا و دروازه کاسپین در غرب و کوه‌های توروس در شمال بوده‌است. حتی استرابون تاریخ‌دان یونانی از این محدودهٔ جغرافیایی به‌عنوان یک کشور واحد یاد کرده‌است.

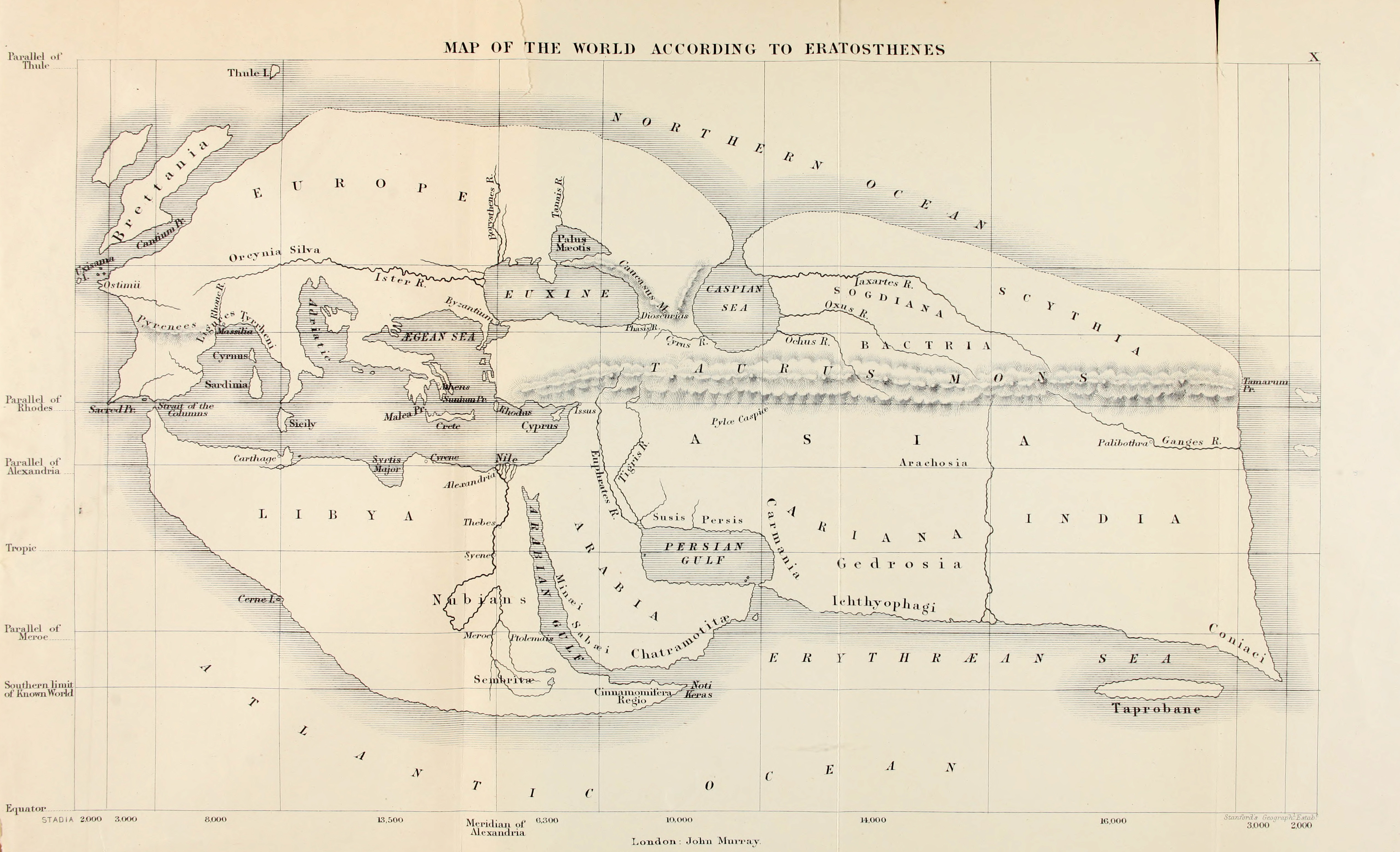
آریانا در نقشه‌ای براساس گزارش اراتوستن

این سرزمین گسترده تمامی سرزمین‌های شرقی ماد، پارس و قسمت‌های جنوبی رشته کوه‌هایی که تا بیابان‌های گدروزی و کارمانیا تا دریا را دربر می‌گرفت. استان‌های کارمانیا، گدروزیا، درنگیانا، آراخوزیا، آریا و پاروپامیز نیز جزئی از آریانا بودند. استرابون در مجموعه کتاب‌های جغرافیای خود (کتاب ۱۵، فصل ۲، بند ۸)، افزوده‌است: سرزمین‌های ماد، پارس، در شمال باکتریا و سغد را نیز آریانا گویند، زیرا این مردمان نیز تقریباً به یک زبان حرف می‌زنند. (جزئیات بیشتر در استرابون در کتاب پانزدهم، فصل ۲، بند ۸ موجود است.) گفتنی است که آپولودور آرتمیتایی از باکتریا که جزئی از آریانا نیز محسوب می‌شده، به صورت کلی به عنوان «زیور آریانا» یاد کرده‌است.
رودیگر اشمیت، خاورشناس آلمانی، به‌کار بردن واژهٔ آریانا توسط اراتوستن را یک اشتباه می‌پندارد. وی بر این باور است که اولاً تمام اهالی این سرزمین‌ها از یک قوم نبودند و دوم اینکه واژهٔ آریایی در اصل جنبهٔ قومی و بعدها سیاسی داشته که به شکل ایرانشهر ظهور کرده و بنابراین آریانا دیگر اقوام‌ایرانی نظیر مادها، پارس‌ها و سغدی‌ها را نیز شامل می‌شده‌است. (کما این‌که به گفتهٔ دیودور سیسیلی، زرتشت احکام اهورامزدا را «در بین اهالی آریانا (Arianoi)» تبلیغ می‌کرده‌است)
تورج دریایی می‌گوید مفهوم آریانا بیشتر یک گستره فرهنگی است تا جغرافیایی.

## یادداشت
اِتا (ή) در زبان یونانی باستان با صدای /ɛ: (-ِه)  تلفظ می‌شده‌است.

## مطالعهٔ بیشتر
- Horace Hayman Wilson, Charles Masson, Ariana Antiqua: a Descriptive Account of the Antiquities and Coins of Afghanistan، ۱۸۴۱
- Henry Walter Bellew, An inquiry into the ethnography of Afghanistan، ۱۸۹۱
- Tomaschek in Pauly-Wissowa, II/1, cols. 619f. , and 813f.
- G. Gnoli, Postilla ad Ariyō šayana, RSO 41, 1966, pp. ۳۲۹–۳۴.
- P. Calmeyer, AMI 15, 1982, pp. 135ff.